# 典补乡
典补乡，是中华人民共和国四川省凉山彝族自治州美姑县下辖的一个乡镇级行政单位。2021年1月12日，撤销哈洛乡，将其所属行政区域划归典补乡管辖。

## 行政区划
典补乡下辖以下地区：
典补村、城子尔拖村、尔哈村、三启村、勒觉村、莫吉村和则合姑村。